# Manifest de Girona sobre Drets Lingüístics
El Manifest de Girona sobre Drets Lingüístics fou presentat el 13 de maig del 2011 pel PEN català, i ve a ser un compendi dels eixos centrals de la Declaració Universal dels Drets Lingüístics de 1996.
Conté els següents 10 punts:
1. La diversitat lingüística és un patrimoni de la humanitat, que ha de ser valorat i protegit.
2. El respecte per totes les llengües i cultures és fonamental en el procés de construcció i manteniment del diàleg i de la pau en el món.
3. Cada persona aprèn a parlar en el si d'una comunitat que li dona la vida, la llengua, la cultura i la identitat.
4. Les diverses llengües i els diversos parlars no són només mitjans de comunicació; també són el medi en què els humans creixen i les cultures es construeixen.
5. Tota comunitat lingüística té dret que la seva llengua sigui utilitzada com a oficial en el seu territori.
6. L'ensenyament escolar ha de contribuir a prestigiar la llengua parlada per la comunitat lingüística del territori.
7. El coneixement generalitzat de diverses llengües pels ciutadans és un objectiu desitjable, perquè afavoreix l'empatia i l'obertura intel·lectual, alhora que contribueix a un coneixement més profund de la llengua pròpia.
8. La traducció de textos –particularment dels grans textos de les diverses cultures– representa un element molt important en el necessari procés de més coneixement i respecte entre els humans.
9. Els mitjans de comunicació són altaveus privilegiats a l'hora de fer efectiva la diversitat lingüística i de prestigiar-la amb competència i rigor.
10. El dret a l'ús i protecció de la pròpia llengua ha de ser reconegut per les Nacions Unides com un dels drets humans fonamentals.